# Stack-O-Tracks
Stack-O-Tracks ist ein Album der US-Band The Beach Boys. Es wurde am 19. August 1968 von Capitol Records veröffentlicht.

## Entstehungsgeschichte
Die Plattenverkäufe der Beach Boys stagnierten 1968. Beide Alben von 1967 Smiley Smile und Wild Honey floppten und auch Friends erfüllte nicht die Erwartungen der Plattenfirma. Als klar wurde, dass die Beach Boys 1968 kein weiteres Album einspielen würden, entschied sich die Plattenfirma, ein Instrumentalalbum herauszubringen. Die Titel bieten einen Querschnitt durch die verschiedenen Beach Boys-Alben. Von den Hits bis hin zu wichtigen Album-Tracks ist alles enthalten. An manchen Stellen kann man noch Überreste des herausgemischten Gesangs hören.
Hinter Stack-O-Tracks stand die Idee, musikbegeisterten Fans (die keine Instrumente spielten) die Möglichkeit zu bieten, im einfachen Rahmen die Songs mitzusingen. Das Album enthielt ein ausführliches Booklet, in dem alle Texte und auch die Akkordtabellen abgedruckt waren.
Mit Stack-O-Tracks veröffentlichten die Beach Boys eine der ersten Karaoke-LPs der Geschichte. Erst sehr viel später entstanden ähnliche Alben anderer Interpreten. Ein vergleichbares Konzept verfolgte nur die drei Jahre zuvor erschienene LP The Surfing Song Book der Rincon Surfside Band (Dunhill 50001, 1965) mit Instrumentalversionen bekannter Surf-Music-Hits; dem Album waren die Texte zum Mitsingen beigelegt. Es enthielt jedoch nicht wie Stack-O-Tracks die originalen Instrumentaltracks der Hits, sondern Neueinspielungen.
Das Album wurde von den Fans wenig bis gar nicht angenommen und verkaufte sich entsprechend schlecht. Es war die erste Beach Boys-Veröffentlichung, die nicht in die Charts kam. Durch den schlechten Verkauf blieb das Album eines der gesuchtesten für Sammler, nach Abverkauf der Erstauflage wurden keine weiteren mehr gepresst. 20 Jahre lang gab es keine Zweitveröffentlichung, bis Capitol Records 1990 das Album zusammen mit Beach Boys’ Party! wiederveröffentlichte. 2001 erschien diese Pressung auch in Deutschland. Das Package enthält mit Help Me, Rhonda, California Girls und Our Car Club drei weitere Instrumentalversionen als Bonustracks. Die Neuauflage enthält weder Texte noch Akkorde.

## Titelliste
1. Darlin’ (Brian Wilson/Mike Love) – 2:12
2. Salt Lake City (Brian Wilson) – 1:58
3. Sloop John B (traditional) – 3:04
4. In My Room (Brian Wilson/Gary Usher) – 2:13
5. Catch a Wave (Brian Wilson) – 2:00
6. Wild Honey (Brian Wilson/Mike Love) – 2:35
7. Little Saint Nick (Brian Wilson) – 1:49
8. Do It Again (Brian Wilson/Mike Love) – 2:11
9. Wouldn’t It Be Nice (Brian Wilson/Tony Asher/Mike Love) – 2:11
10. God Only Knows (Brian Wilson/Tony Asher) – 2:37
11. Surfer Girl (Brian Wilson) – 2:16
12. Little Honda (Brian Wilson/Mike Love) – 1:36
13. Here Today (Brian Wilson/Tony Asher) – 3:06
14. You’re So Good To Me (Brian Wilson) – 1:55
15. Let Him Run Wild (Brian Wilson) – 2:13